# Ferrovia Bellinzona-Mesocco
De Ferrovia elettrica Bellinzona-Mesocco (Afgekort BM) (ook Misoxerbahn, Bellinzona-Mesocco-Bahn of Ferrovia Bellinzona-Mesocco genoemd) was een elektrische smalspoorlijn met een spoorwijdte van 1.000 mm in de kantons Ticino en Graubünden. De lengte was 31,3 km en hij ging van de Tessiner kantonshoofdstad Bellinzona naar Mesocco, in het tot Graubünden behorende Moësadal (Duits: Misox). Tussen 1942 en 2003 was de lijn in het bezit van de Rhätische Bahn (RhB). Tegenwoordig wordt op het restant van ongeveer 13 km door Ferrovia Mesolcinese (FM) een toeristisch spoorbedrijf onderhouden.

## Geschiedenis
In 1895 waren er de eerste spoorplannen voor het Moësadal met het station Castione-Arbedo aan de Gotthardbahn als uitgangspunt. Nadat men eerst dacht aan een normaalspoorlijn, viel op voorstel van het kanton Graubünden het besluit ten gunste van een elektrische meterspoorlijn. Nadat op 26 juli 1903 te Lostallo de Società Ferrovia elettrica Bellinzona-Mesocco opgericht was, begonnen in 1905 de bouwwerkzaamheden.

## Spoorlijn
Het eerste deel met een lengte van 21,4 km werd op 6 mei 1907 in bedrijf genomen. Hierbij ging het om het gedeelte Bellinzona via Castione-Arbedo, Lumino, San Vittore, Roveredo, Grono, Leggia en Cama naar Lostallo. De resterende afstand tussen Lostallo en Mesocco met de haltes in Cabbiolo en Soazza was op 31 juli 1907 gereed.
In het 31,3 km lange traject zijn 3 tunnels en 28 bruggen, onder meer 3 grote viaducten over de Moësa. De max. helling bedroeg 60 ‰ en de kleinste boogstraal bedroeg 80 meter. In totaal werden er 15 stations en haltes gebouwd.
Steeds werden er plannen ontwikkeld om de spoorlijn vanaf Mesocco over de San Bernardino en Splügen naar Thusis te verlengen, om daar op het RhB-Stamnetz aan te sluiten. Van deze plannen is nooit iets terechtgekomen, zodat de BM jarenlang een eilandbedrijf is gebleven. In de jaren 60 van de 20e eeuw werd parallel aan de spoorlijn de autoweg A13 gebouwd.

## Fusie met Rhätische Bahn
Nadat het treinverkeer zich in de jaren 30 van de 20e eeuw slecht ontwikkelde fuseerde de BM in het najaar van 1942 met de Rhätische Bahn. De voertuigen, rails en stroomvoorziening werden nagekeken en vernieuwd. In 1955 werd ten behoeve van het goederenvervoer het rolbokbedrijf gestart.
Een probleem kon de RhB niet oplossen; in Bellinzona was het BM-station niet naast het SBB-station, maar op een loopafstand van 10 minuten aan de Piazza Mesolcina gelegen.

## Beëindiging treinverkeer

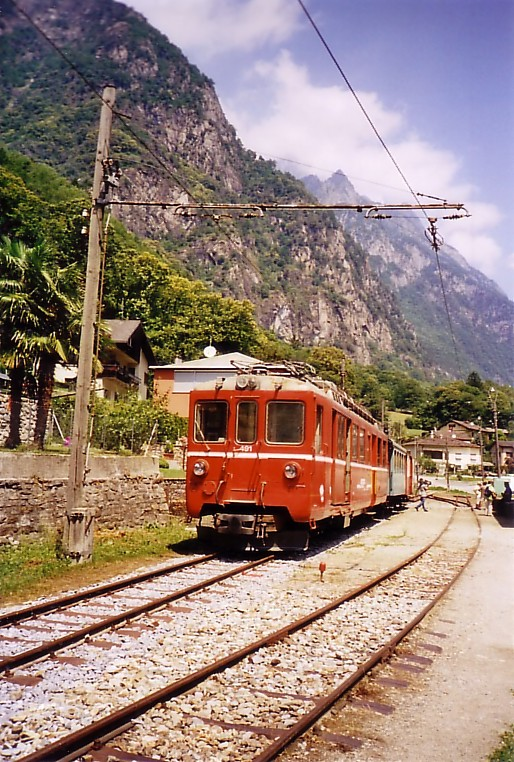
Motorwagen BDe 4/4 491 van de Ferrovia Bellinzona-Mesocco in het Station Cama, juli 2006.

Op 28 mei 1972 werd het personenvervoer overgenomen door de Postbus. Het gedeelte tussen Castione en Bellinzona werd wegens de slechte rentabiliteit in 1972 stilgelegd en opgebroken. In augustus 1978 werd door een zwaar onweer het bovenste deel van het traject vanaf Cama stilgelegd. Sinds 1995 reed de Ferrovia Mesolcinese op het gedeelte Castione – Grono – Cama met toeristische treinen.
Voor de kerstdagen van 2003 werd ook het goederenvervoer door de RhB beëindigd. Het traject werd toen overgedragen aan de Ferrovia Mesolcinese.

## Elektrische tractie
De Misoxerbahn werd al direct vanaf het begin in 1907 elektrisch, met 1500 volt gelijkspanning, bedreven. De eigen elektrische centrale, in Cebbia bij Mesocco, zorgde voor de stroomvoorziening.